# 马斯特和维奥莱讷
马斯特和维奥莱讷（法語：Maast-et-Violaine）是法国皮卡第大区埃纳省的一个市镇，属于苏瓦松区乌希堡县。该市镇2009年时的人口为147人。

## 人口
马斯特和维奥莱讷人口变化图示
| 数据来源：INSEE |